# Carevdar
Carevdar je naselje na području Grada Križevaca u Koprivničko-križevačkoj županiji. 
Nalazi se na ravnici na cesti između Križevaca i Koprivnice. Kroz mjesto prolazi i željeznička pruga Zagreb-Koprivnica.Mjesto se zvalo Oslovica do 1836., otkada je dobilo ime Carevdar u čast dara cara Ferdinanda, za podizanje klasicističke župne crkve Sv. Barbare u središtu mjesta. Klasicistička crkva građena je od opeke, kao zamjena starijoj drvenoj kapeli. Crkva ima klasicistički glavni oltar iz oko 1830. godine. Slika S. Barbare kvalitetan je klasicistički rad iz prve polovine 19. stoljeća. Na lijevom brončanom oltaru Sv. Antuna, kipovi su Sv. Nikole i Sv. Blaža. Slika Sv. Antuna rad je istog autora koji je naslikao oltarnu palu "Srce Marijino" (J. Juravić 1903.) Desni brončani oltar B.D.M. s kipovima Sv. Ćirila i Metoda, historicistički je rad. Ove brončane oltare dao je izraditi carevdarski župnik Valentin Radočaj 1903. godine. Lijevo ispod pjevališta je fragment baroknog oltara iz 1744. godine. Freska "Navještenje" u apsidi svetišta, rad je Petra Orlića iz 1938. godine.
Crkva ima liturgijske predmete iz 17.,18. i 19. stoljeća.
Iz ove župe potječe prvi biskup križevački, Bazilije Božičković.
Sjedište župe ovdje je od 1789. nakon ukidanja župe S. Julijane u Tremi.Većina mještana bavi se poljoprivredom. U šumama rastu grab, bukva, bagrem, hrast kitnjak i crna joha.U mjestu djeluje nogometni klub NK Mladost Carevdar.  

## Stanovništvo
Prema popisu stanovništva iz 2001. godine, naselje je imalo 503 stanovnika.

Prema popisu stanovništva 2011. godine naselje je imalo 438 stanovnika.
| broj stanovnika | 374   | 316   | 343   | 481   | 492   | 526   | 495   | 606   | 703   | 728   | 788   | 747   | 639   | 556   | 503   | 438   | 350   |
|                 | 1857. | 1869. | 1880. | 1890. | 1900. | 1910. | 1921. | 1931. | 1948. | 1953. | 1961. | 1971. | 1981. | 1991. | 2001. | 2011. | 2021. |

## Poznate osobe
- Geralda Jakob - časna sestra, mučenica